# Podoctis armatissimus
Podoctis armatissimus is een hooiwagen uit de familie Podoctidae.